# Andrena olympica
Andrena olympica är en biart som beskrevs av Grünwaldt 2005. Andrena olympica ingår i släktet sandbin och familjen grävbin. Inga underarter finns listade i Catalogue of Life.
Arten förekommer på ön Peloponnesos i Grekland samt på 6 andra grekiska platser. Habitatet utgörs antagligen av buskskogar.
De vuxna exemplaren parar sig under våren mellan mars och april.
Andrena olympica är upptagen i Greklands röda lista för utrotningshotade arter. Den internationella naturvårdsunionen listar arten med kunskapsbrist (DD).